# Goriče, Škofiče
Goriče (nemško Goritschach) je naselje v Občini Škofiče v Okraju Celovec-dežela na Koroškem v Avstriji.